# De Generaal (strip)
De Generaal is een Nederlandse stripreeks, die van 1971 tot 2003 werd getekend en geschreven door Peter de Smet. De verhalen leunen sterk op running gags en zijn meestal enkele pagina's lang, soms iets langer.

## Inhoud
De hoofdpersoon is een generaal die in elke verhaal de macht wil grijpen door de maarschalk uit diens fort te verdrijven. Hij gebruikt daar steeds weer andere listen of brute kracht voor, maar het gaat altijd mis, waarbij de generaal in de gevangenis van het fort eindigt. De generaal wordt bij zijn pogingen geholpen door een professor die telkens een nieuw plan of weer een andere machine uitvindt om de machtsgreep te doen slagen, en een soldaat die de generaal naar het fort mag rijden om het plan uit te voeren. De soldaat doet dat doorgaans met tegenzin en doorspekt met cynische oneliners, waardoor hij vaak ruzie met de generaal heeft.
Van de meeste hoofdpersonages wordt de echte naam nooit gegeven. De voornaam van de generaal wordt echter wel een keer gegeven: in het verhaal De erfenis (verschenen in het album Alle macht aan de generaal) blijken zijn volledige voornamen Jozef Maria Ignatius te zijn.
Een ander veelvoorkomend personage is motoragent Dreutel. Hij probeert de felbegeerde Roodkoperen Fluit van Verdienste, een speciale onderscheiding, in de wacht te slepen door de generaal op heterdaad te betrappen bij een bepaalde wetsovertreding. Het enige dat Dreutel hiermee echter bereikt is dat zijn motorfiets steeds vernield wordt.

### Ander einde
- In sommige verhalen ontloopt de generaal de gevangenis; bijvoorbeeld door afwezigheid van de maarschalk of de cipier, of omdat hij vanwege een onherkenbare vermomming niet in het fort wordt toegelaten.
- In een van de verhalen lukt het de generaal werkelijk om met behulp van een supertank de maarschalk tot overgave te dwingen. De strip in kwestie is grotendeels zwart-wit getekend. Aan het eind blijkt het namelijk een speciaal voor de generaal zelf gemonteerde film te zijn, zodat de generaal van een overwinning kan dagdromen.

### Hommage
In 2013, tien jaar na het overlijden van Peter de Smet, maakte Mars Gremmen een speciale driepagina-aflevering van De Generaal in Eppo nummer 16, de Pep-special.

## Nevenpersonages
De serie kent een groot aantal bijfiguren:
- Truus, het jonge rondborstige, warmhartige nichtje van de professor, waar iedereen in de strip verliefd op is en die het toppunt van neutraliteit is.
- De Generaals moeder.
- De Generaals grootvader, Speedy Donderbal, een militair met een Pruisisch voorkomen, inclusief Pickelhaube.
- Een (grote potten soep kokende) hopman van de lokale padvinderij met twee cynische padvinders.
- De Chef van Politie, Dreutels baas.
- De Cipier, die de generaal telkens in de cel stopt. Hij geeft na elke poging cadeautjes aan zijn gevangenen zodat ze zich kunnen vermaken; helaas telkens cadeautjes waar de generaal geen behoefte aan heeft.
- De Sergeant en de mitrailleurschutter (die echter maar zeer zelden mag schieten), die samen met de maarschalk doorgaans de wacht houden boven op het fort.
- Ajatollah Fredje Gleufhoed, een opportunistische voorganger. Aan het begin is hij serieus op zoek naar discipelen (waaronder agent Dreutel), maar vanaf album 12 slentert hij maar wat rond met nergens op slaande spandoeken en vent hij regelmatig zijn 'reformballen'.
- Evert en Otto, twee evangelisten. Evert heeft een af en toe opduikend verleden in de Sambamuziek als bandleider in Rio de Janeiro.
- Junior, de zoon van de Generaal en een maffioso, die vanaf album 12 het eentonige leven van zijn vader totaal op zijn kop zet.
- Het witte eendje, dat meestal boven op de pet van de generaal zit maar altijd op tijd wegvliegt als de generaal het moet ontgelden. Daarna zit het er weer.

## Scenario's
De verhalen lijken zich af te spelen in een parallelle versie van Nederland. Er wordt bijvoorbeeld regelmatig expliciet gewezen op het feit dat er Nederlands gesproken wordt. ZKH Prins Willem-Alexander (in de tijd dat de strip werd gemaakt de kroonprins) wordt ook eenmaal genoemd als “de graaf van Buuren”. Nederland heeft in werkelijkheid echter geen maarschalken of onafhankelijk opererende generaals. Hoe de macht van de koninklijke familie zich met die van de maarschalk verhoudt, wordt in de verhalen ook niet duidelijk.
De macht die de generaal zo begeert lijkt weinig meer in te houden dan het bezit van een fort ergens op een grasveld. De maarschalk op zijn beurt schijnt ook niets te doen met de macht; hij bevindt zich voortdurend samen met een paar andere militairen boven in het fort en doet dan niets behalve over de vlakte uitkijken. In het verhaal de Zeepoorlog maakt de generaal echter een verwijzing naar 'een economische basis voor zijn regime', wat de indruk wekt dat de maarschalk wel degelijk heerst. In datzelfde verhaal laat de maarschalk zichzelf uit de macht (in ieder geval het fort) ontzetten door een zeepverkoper.
Opvallend is ook de Britse uitstraling van het fort: de bezetting (sergeant en mitrailleurschutter) draagt de bekende 'platte helmen'. De maarschalk zelf doet denken aan Horatio Kitchener, die eerst generaal was en later veldmaarschalk.
Er is een opmerkelijk gebrek aan wegen en huizen; Dreutel rijdt doorgaans over een grasveld, evenals de generaal zelf. Over dit landschap zwerft een hopman met een aanhang van padvinders, terwijl het luchtruim onveilig wordt gemaakt door ballonvaarders.. De Generaal lijkt zelf ook geen woning te hebben; hij, de professor en de soldaat wonen blijkbaar bij een boom. Het wordt evenmin ergens in de strip duidelijk hoe de generaal de professor het 'burgermansfortuin' betaalt.
Opvallend is ook de omgang tussen de twee partijen, vooral in de latere albums. Waar de professor het ene moment plannen voor een aanslag op de maarschalk verzint, staat hij het volgende moment met diezelfde maarschalk of een andere 'vijand' te praten of de situatie toe te lichten. Blijkbaar is het aanvallen van de maarschalk iets puur professioneels; machtspogingen van derden wekken dan ook bij iedereen verontwaardiging op. Ook is de generaal zelf de maarschalk verscheidene keren te hulp gekomen.
Ironisch genoeg blijken juist de steeds mislukte pogingen van de generaal om de macht te grijpen uitermate belangrijk voor zijn directe omgeving of zelfs het hele land. Als de generaal geen pogingen meer doet, blijft bijvoorbeeld de motorfiets van Dreutel heel. De teruglopende motorfietsverkopen die hiervan het gevolg zijn, zijn vervolgens weer slecht voor de economie als geheel.
Ook is het van levensbelang voor het voortbestaan van het fort dat de generaal blijft proberen de macht te grijpen. Hij belandt namelijk altijd in de cel van het fort, en dat schijnt nog het enige nut van het fort te zijn. Als de generaal stopt met pogingen doen, heeft het fort dus geen nut meer. Het dreigde daarom al een keer van overheidswege gesloten te worden.

## Taalgebruik
Opmerkelijk aan het taalgebruik in De Generaal zijn de soms archaïsche Nederlandse volzinnen (... waarin de generaal gelijk een engel der wrake uit het zwerk zal nederdalen). De personages bedienen zich van allerlei ongebruikelijke tussenwerpsels, zoals "vrot", "harêuh", "vrt", "gnak" en "krak". Andere opmerkelijke kreten in de strip zijn bloemkolè (een verwijzing naar een lied van André van Duin) en  de verbasterde Oostenrijkse begroeting “Groet God”. 

## Albums
1. Alle macht aan de Generaal (1976)
2. De machteloze Generaal (1977)
3. Allemachtig!.. de Generaal (1978)
4. De Generaal zoekt 't hoger op (1978)
5. De Generaal in vuur en vlam (1979)
6. De Generaal vliegt er uit (1980)
7. De erfenis van oom Jules & Revolutie in San Cochabamba (1981)
8. De Generaal geeft 'm van katoen (1981)
9. De Generaal doet het weer (1983)
10. De Generaal valt in de prijzen (1985)
11. De Generaal ziet er geen gat meer in (1986)
12. De Generaal in zaken (1988)
13. De Generaal terug van weggeweest (1992)
14. De Generaal in de dans om de macht (1996)

In het laatst verschenen deel werd aan het einde een vervolg genaamd Goetterdaemmerung aangekondigd. Dit is echter nooit verschenen.

## Speciale uitgaven
- Handleiding voor het grijpen van de macht of 11 manieren hoe het niet moet (1973, Oberon)
- De Generaal op herhaling 1 (1994, Ruud Melse)
- De Generaal op herhaling 2 (1994, Ruud Melse)
- De Generaal op herhaling 3 (1994, Ruud Melse)
- 10 jaar de Generaal (1981, Oberon)
- 15 jaar de Generaal (1986, Oberon)
- De Generaal Eenmaal andermaal 1 (2010, Uitgeverij Stripstift)
- De Generaal - Al 45 jaar succesvol zonder macht (2016, Malle Jongen)
- De Generaal gaat integraal 1 - 1971-1973 (2018, Uitgeverij Personalia)
- De Generaal gaat integraal 2 - 1974-1975 (2018, Uitgeverij Personalia)
- De Generaal gaat integraal 3 - 1976-1977 (2019, Uitgeverij Personalia)
- De Generaal gaat integraal 4 - 1977-1979 (2020, Uitgeverij Personalia)
- De Generaal gaat integraal 5 - 1979-1983 (2020, Uitgeverij Personalia)
- De Generaal gaat integraal 6 - 1983-1986 (2020, Uitgeverij Personalia)
- De Generaal gaat integraal 7 - 1986-1990 (2022, Uitgeverij Personalia)
- De Generaal gaat integraal 8 - 1991-1997 (2022, Uitgeverij Personalia)